# 涇県
涇県（けい-けん）は中華人民共和国安徽省宣城市に位置する県。

## 行政区画
- 鎮:涇川鎮、茂林鎮、榔橋鎮、桃花潭鎮、琴渓鎮、蔡村鎮、雲嶺鎮、黄村鎮、丁家橋鎮
- 郷:汀渓郷、昌橋郷

## 交通

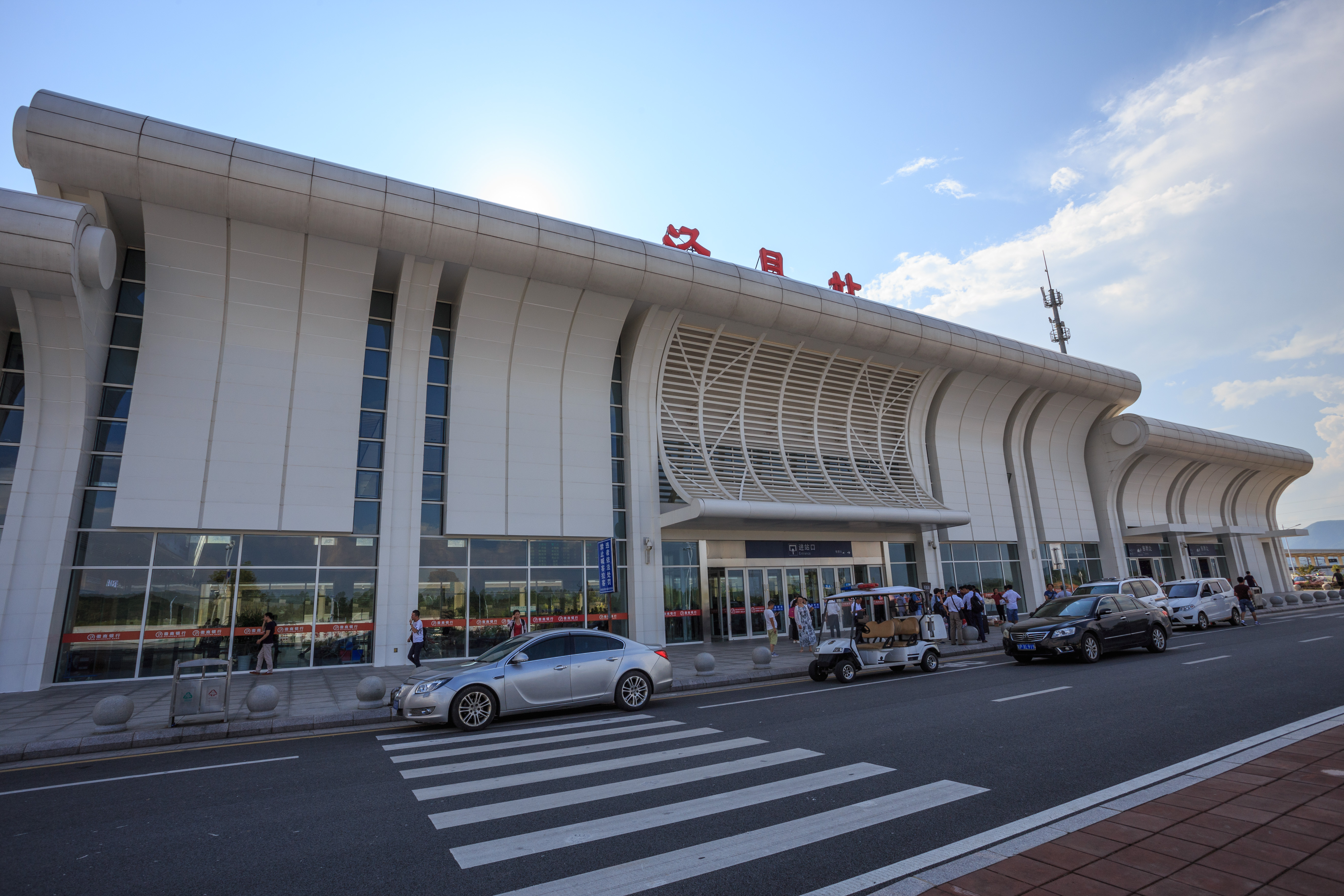
涇県駅

### 鉄道
- 中国鉄路総公司
  - 合福旅客専用線
    - 涇県駅

### 道路
- 国道
  - G205国道